# Pocari Sweat
Pocari Sweat (яп. ポカリスエット, покарі суетто, букв. «Піт Покарі») — популярний у Японії, КНР та Гонконгу безалкогольний негазований напій, торгова марка компанії Otsuka Pharmaceutical, створена у 1980 році. Має м'який смак із невеликим грейпфрутовим присмаком. Рекламується як «живильний іонізований напій».  У число інгредієнтів Pocari Sweat входять вода, цукор, лимонна кислота, цитрат натрію, хлорид натрію, хлорид калію, лактат кальцію, карбонат магнію та смакові добавки. Продається в алюмінієвих банках, пластикових пляшках та у вигляді порошку для змішування з водою.

## Назва
Буквальний переклад англ. Pocari Sweat – «Піт Покарі» – має гумористичний відтінок для носіїв англійської мови.  спочатку було обрано виробниками для маркетингу продукту в Японії, де рядові покупці зазвичай не перекладають назви, написані англійською мовою. Передбачається, що при вживанні напою відновлюються поживні речовини та електроліти, які людина втрачає при потовиділенні  . Перша частина назви, "Покарі", не має жодного сенсу; слово було обрано через «яскраве звучання» .